# Christian Pömer
Christian Pömer (Linz, 21 de septiembre de 1977) es un ciclista austriaco que fue profesional entre 2002 y 2007 y que hace las labores de director deportivo del conjunto Bora-Hansgrohe.

## Palmarés
- No consiguió ninguna victoria como profesional